# Agrostis linearis
Agrostis linearis é uma espécie de gramínea do gênero Agrostis, pertencente à família Poaceae.